# Таверна «Ямайка» (фильм, 1939)
«Таверна „Ямайка“» (англ. Jamaica Inn) — приключенческий фильм режиссёра Альфреда Хичкока, снятый в 1939 году по одноимённому роману Дафны Дюморье.

## Сюжет
Действие происходит в 1819 году в английском графстве Корнуолл. Девушка по имени Мэри после смерти своей матери приезжает в прибрежную таверну «Ямайка» к своей тёте Пейшнс и её мужу Джоссу, которые владеют этой таверной. Вскоре Мэри начинает понимать, что таверна является базой для банды, грабящей суда, разбившиеся о скалистый берег. Суда разбиваются вследствие того, что банда, при приближении каждого судна, гасит прибрежные маяки, тем самым сбивая корабли с правильного курса. Членов экипажей разбившихся кораблей бандиты просто убивают. Выясняется, что этой бандой руководит не кто иной, как её дядя Джосс. Жизни сироты угрожает опасность. Мэри не подозревает, что банде Джосса тайно покровительствует очень влиятельный судья и сквайр сэр Хамфри Пенгаллан. Не подозревают об этом и рядовые члены банды.
Один из членов банды, молодой человек по имени Джеймс Трехерн, подозревается остальными головорезами в краже награбленных ими денег. Без всяких доказательств, они чинят самосуд и пытаются повесить его. Мэри чудом спасает его от, казалось бы, неминуемой смерти. Теперь им обоим приходится бежать из таверны. Спасаясь от погони, Мэри и Джеймс заходят в роскошную виллу, принадлежащую тому самому судье Пенгаллану, и просят его дать им убежище. Судья притворяется, что готов им помочь. Доверившись судье, Джеймс Трехерн признаётся ему, что является секретным государственным агентом, которому поручено разоблачить банду и найти её тайного покровителя. Джеймс просит судью написать срочное послание в ближайший полицейский участок и отправить это послание с курьером. Судья притворяется, что выполняет просьбу агента, но на самом деле отправляет курьера по ложному адресу.
Агент и судья, вооружившись пистолетами, возвращаются в таверну, чтобы арестовать Джосса. Но судья и Джосс обезоруживают Джеймса и привязывают его к стулу, в ожидании возвращения банды. Тем временем, Мэри пытается воспрепятствовать очередному грабежу приближающегося к берегу корабля. С помощью небольшого пламени, ей это удаётся. Однако, члены банды ловят её и намереваются с ней расправиться. Главарь банды, Джосс, спасает её на упряжке с конём, но его смертельно ранят бандиты. Мэри приезжает на упряжке в таверну, встречается там со своей тётей Пейшнс и рассказывает ей о том, чем занимается банда. Пейшнс тут же решает вместе с раненным мужем уехать прочь из таверны и начать новую жизнь, но неожиданно раздаётся выстрел — её убивает из пистолета незаметно вошедший в таверну судья Пенгаллан. Пейшнс и Джосс умирают на глазах у Мэри. Обезумевшую от горя Мэри насильно забирает с собой судья Пенгаллан. Он хочет вместе с ней отправиться во Францию на корабле, который стоит возле причала. Но корабль не успевает отплыть до того, как на его палубу поднимается наряд полиции. Начинается перестрелка. Судья Пенгаллан, спасаясь от ареста, взбирается на самую высокую мачту корабля и в отчаянии прыгает оттуда на палубу, покончив, таким образом, жизнь самоубийством. Мэри встречается с агентом Джеймсом, который прибыл на корабль вместе с полицией, и они вместе уходят оттуда, понимая, что их связывает любовь.

## В ролях
- Чарльз Лоутон — сэр Хамфри Пенгаллан
- Морин О’Хара — Мэри Йелен
- Лесли Бэнкс — Джосс Мерлин
- Эмлин Уильямс — Гарри-сплетник, разбойник
- Роберт Ньютон — Джем Трехерн, разбойник
- Мари Ней — Пейшнс Мерлин
- Уайли Уотсон — «Спаситель» Уоткинс, разбойник
- Морленд Грэм — «Акула» Сидни, разбойник
- Эдвин Гринвуд — Денди, разбойник
- Мервин Джонс — Томас, разбойник
- Хорас Ходжес - дворецкий сэра Хамфри
- Хэй Петри — конюх сэра Хамфри
- Фредерик Пайпер — агент сэра Хамфри
- Клэр Грит — жилица
- Мари Олт — пассажирка (нет в титрах)
- Джон Лонгден — капитан Джонсон (нет в титрах)

## Съёмочная группа
- Режиссёр: Альфред Хичкок

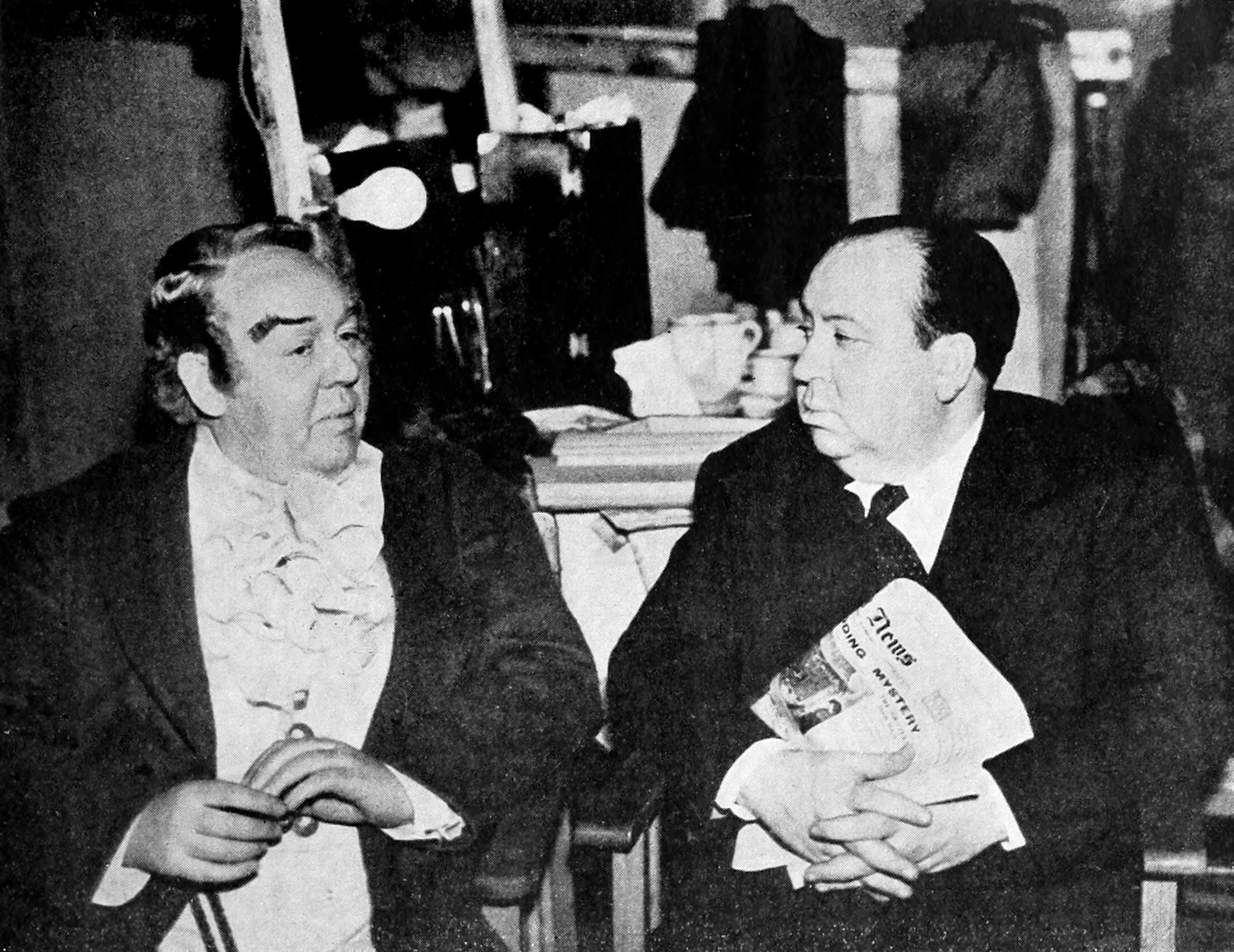
Чарльз Лоутон и Альфред Хичкок на съёмочной площадке.

- Сценаристы: Сидни Гиллиа, Джоан Харрисон, Альма Ревиль, Дж. Б. Пристли, Дафна Дюморье (нет в титрах)
- Продюсеры: Эрих Поммер, Чарльз Лоутон (нет в титрах)
- Композитор: Эрик Фенби
- Операторы: Бернард Ноулз, Гарри Стрэдлинг-ст.
- Монтаж: Роберт Хэймер
- Художник: Томас Н. Морахан
- Художник по костюмам: Молли МакАртур
- Грим: Эрн Уэстмор
- Звукооператор: Джек Роджерсон
- Спецэффекты: Гарри Уатт, У. Перси Дэй
- Дирижёр: Фредерик Льюис

## Критика
Критики прохладно отнеслись к фильму в первую очередь из-за отсутствия в нём той напряжённой атмосферы, отражённой в книге. Тем не менее, сборы фильма по тем временам оказались большими — 3,7 млн долларов прибыли. В наше время считается одним из худших фильмов Хичкока.